# Chris Woodruff
Chris Woodruff (* 2. Januar 1973 in Knoxville, Tennessee) ist ein ehemaliger US-amerikanischer Tennisspieler.

## Karriere
Chris Woodruff erreichte in seiner Karriere mit Platz 29 im August 1997 die höchste Platzierung in der Tennisweltrangliste im Einzel. Im selben Jahr konnte er das Kanada Masters gegen Gustavo Kuerten gewinnen, ein Turnier der ATP Masters Series. Der zweite Turniersieg folgte 1999 in Newport, Rhode Island, jenem Ort, wo sich die International Tennis Hall of Fame befindet.
Der Amerikaner spielte drei Matches für die US-amerikanische Davis-Cup-Mannschaft. Er gewann eines und verlor zwei Matches (1:2). Woodruffs aktive Karriere als Tennisprofi dauerte von 1993 bis 2002.

## Erfolge
| Legende                       |
| Grand Slam                    |
| Tennis Masters Cup            |
| ATP Masters Series (1)        |
| ATP International Series Gold |
| ATP International Series (1)  |
| ATP Challenger Series (6)     |

| ATP-Titel nach Belag |
| Hartplatz (1)        |
| Sand (0)             |
| Rasen (1)            |
| Teppich (0)          |

### Einzel

#### Turniersiege

##### ATP Tour
| Nr. | Datum         | Turnier  | Belag     | Finalgegner     | Ergebnis       |
| --- | ------------- | -------- | --------- | --------------- | -------------- |
| 1.  | 28. Juli 1997 | Montreal | Hartplatz | Gustavo Kuerten | 7:5, 4:6, 6:3  |
| 2.  | 5. Juli 1999  | Newport  | Rasen     | Kenneth Carlsen | 6:75, 6:4, 6:4 |

##### Challenger Tour
| Nr. | Datum              | Turnier   | Belag     | Finalgegner    | Ergebnis |
| --- | ------------------ | --------- | --------- | -------------- | -------- |
| 1.  | 10. September 1995 | Aruba     | Hartplatz | Jim Pugh       | 6:4, 6:2 |
| 2.  | 28. Januar 1996    | Heilbronn | Teppich   | Gianluca Pozzi | 6:3, 6:3 |

#### Finalteilnahmen
| Nr. | Datum        | Turnier       | Belag       | Finalgegner       | Ergebnis       |
| --- | ------------ | ------------- | ----------- | ----------------- | -------------- |
| 1.  | 3. März 1996 | Philadelphia  | Teppich (i) | Jim Courier       | 4:6, 3:6       |
| 2.  | 20. Mai 1996 | Coral Springs | Sand        | Jason Stoltenberg | 6:74, 6:2, 5:7 |

### Doppel

#### Turniersiege
| Nr. | Datum            | Turnier    | Belag     | Doppelpartner   | Finalgegner                     | Ergebnis      |
| --- | ---------------- | ---------- | --------- | --------------- | ------------------------------- | ------------- |
| 1.  | 14. August 1994  | Binghamton | Hartplatz | David Di Lucia  | Neville Godwin Scott Sigerseth  | 4:6, 6:4, 6:3 |
| 2.  | 6. August 1995   | Lexington  | Hartplatz | Fernon Wibier   | Jamie Morgan Andrew Painter     | 7:5, 6:2      |
| 3.  | 4. Februar 1996  | Lippstadt  | Teppich   | T. J. Middleton | Jeff Belloli Aleksandar Kitinov | 7:5, 7:5      |
| 4.  | 4. November 2001 | Burbank    | Hartplatz | Scott Humphries | Jeff Coetzee Tuomas Ketola      | 7:5, 1:6, 6:4 |

#### Finalteilnahmen
| Nr. | Datum             | Turnier    | Belag         | Doppelpartner   | Finalgegner                      | Ergebnis      |
| --- | ----------------- | ---------- | ------------- | --------------- | -------------------------------- | ------------- |
| 1.  | 21. Juli 1996     | Washington | Hartplatz     | Doug Flach      | Grant Connell Scott Davis        | 6:7, 6:3, 3:6 |
| 2.  | 10. November 1996 | Stockholm  | Hartplatz (i) | Todd Martin     | Patrick Galbraith Jonathan Stark | 6:7, 4:6      |
| 3.  | 11. Juli 1999     | Newport    | Rasen         | Sargis Sargsian | Wayne Arthurs Leander Paes       | 7:6, 6:7, 3:6 |